# The Doorman
Pour les articles homonymes, voir Doorman.
Pour plus de détails, voir Fiche technique et Distribution.
The Doorman (littéralement traduit par Le Portier) est un film d'action américain de Lior Chefetz réalisé par Ryūhei Kitamura et sorti en 2020.

## Synopsis
Alexandra « Ali » Gorski (Ruby Rose) est une jeune femme souffrant de trouble de stress post-traumatique, après un attentat violent à Bucarest où elle seule a survécu alors que ses camarades soldats des Marines ont été tués. Elle retourne chez elle à New York et devient concierge du Carrington Hotel, un immeuble de luxe en rénovation. Son beau-frère veuf, Jon Stanton (Rupert Evans), père de deux enfants, y réside. Ali s'investit dans ce nouvel emploi.
Pourtant, très vite, une bande de mercenaires armés et dangereux, dirigée par le Français Victor Dubois (Jean Reno), débarque dans le bâtiment puis prend en otage les résidents. Ils sont déterminés à mettre la main sur d'anciens tableaux de maître, soigneusement cachés par un ancien officier de l'ex-Allemagne de l'Est dans les murs de l'appartement du beau-frère d'Ali. Mais cette dernière ne les laisse pas faire.

## Fiche technique
Sauf indication contraire, les informations mentionnées dans cette section peuvent être confirmées par la base de données cinématographiques IMDb,  présente dans la section « Liens externes ».
- Titre original et français : The Doorman
- Réalisation : Ryūhei Kitamura
- Scénario : Lior Chefetz, Joe Swanson et Harry Winer
- Photographie : Matthias Schubert
- Montage : Matthew Willard
- Musique : Aldo Shllaku
- Producteurs : Harry Winer, Jason Moring, Michael Philip, Phin Glynn, Sara Shaak et Shayne Putzlocher
- Sociétés de production : Double Dutch International, Smash Media, CR8IV DNA, Gora Films, Anamorphic Media et Immediate Media Partners
- Société de distribution : Lionsgate (États-Unis), AB Productions (France)
- Langues originales : anglais, français
- Pays d'origine :  États-Unis
- Format : couleur - 2.35:1
- Genre : action, thriller
- Durée : 90 minutes
- Dates de sortie :
  - États-Unis : 9 octobre 2020
  - France : 1er décembre 2021 (vidéo à la demande)
  - France : 27 janvier 2021 (directement en vidéo[1])
- Classification :
  - France : Interdit aux moins de 12 ans

## Distribution
- Ruby Rose  (VF : Vanessa Van-Geneugden) : Alexandra « Ali » Gorski, ex-Marine, concierge du Carrington Hotel
- Jean Reno (VF: lui-même) : Victor Dubois
- Louis Mandylor (VFB: Erwan Grunspan) : Martinez
- Rupert Evans (VFB: Alexandre Crépet) : Jon Stanton, beau-frère d'Ali, veuf
- Aksel Hennie (VFB: Olivier Premel) : Borz
- Hideaki Itō : Leo
- David Sakurai (en) : Hammer
- Philip Whitchurch (en) : l'oncle Pat
- Kíla Lord Cassidy (en) : Lily Stanton, fille de Jon, nièce d'Ali
- Julian Feder : Max
- Jamie Satterthwaite : Olsen
- Dan Cade : Phil Narcum

## Production
La préproduction débute initialement au Canada avec Katie Holmes dans le rôle principal. Finalement, en février 2019, Ruby Rose est annoncée dans le rôle, alors que le tournage est annoncé pour avril 2019. En mai 2019, il est annoncé que le film est en production et que Jean Reno, Rupert Evans, Aksel Hennie, Julian Feder, Hideaki Itō et David Sakurai ont rejoint la distribution.

### Tournage
Le tournage a eu lieu en Roumanie, notamment à Bucarest.

## Accueil

### Accueil critique
Le film reçoit des critiques globalement négatives dans la presse. Sur l'agrégateur américain Rotten Tomatoes, il récolte 36% d'opinions favorables pour 21 critiques et une note moyenne de 4,2⁄10. Le consensus du site est « Ne vous embêtez pas à frapper à la porte fans d'action : The Doorman ne mène qu'à un assortiment de clichés fatigués qui servent de rappels doux-amers à de meilleurs films ». Sur Metacritic, il obtient une note moyenne de 41⁄100 pour 4 critiques.
John DeFore de The Hollywood Reporter qualifie le film de « plagiat de Piège de cristal qui oublie la plupart des leçons de l'original ». Thomas Stonehand-Judge de Movies For Reel lui donne la note de 1,5/5 et écrit notamment que le film « n'apporte rien de nouveau à la table. Il est facile de prédire où va l'histoire, ce qui va arriver à chaque personnage ». Meagan Navarro du site Bloody Disgusting écrit quant à lui « Il est difficile de faire un thriller d’action aussi fade, mais The Doorman réussit. Des performances sans vie, un scénario idiot qui se sent pastiche, et une action sans inspiration et des chorégraphies de combats en font l'une des expériences de visionnement les plus exaspérantes de l'année ».